# 南通轨道交通
南通轨道交通是中华人民共和国江苏省南通市的城市轨道交通系统，目前共有2条线路，于2022年11月10日正式开通运行。

## 历史
2011年，南通市建立城市轨道交通前期工作领导小组，开始了南通轨道交通的规划。
2012年5月3日，《南通市城市轨道交通线网规划》获得南通市人民政府批复。
2014年7月23日，国务院李克强总理审签批准《南通市城市轨道交通建设规划(2014~2020)》。8月，南通轨道交通规划获得国务院批复。规划由4条线路构成，全长170.8公里，此外还有153.2公里的市域线路。
2017年2月12日，南通城市轨道交通有限公司获市政府批复成立。6月2日，南通市城市轨道交通建设工作领导小组成立。6月16日，南通市城市轨道交通建设指挥部成立。8月18日，南通轨道交通1号线一期工程可行性研究报告正式获省发改委批复。9月28日，南通轨道交通1号线一期工程初步设计正式获得市发改委批复。
2017年12月18日，南通轨道交通1号线一期工程开工。
2018年6月28日，南通轨道交通2号线一期工程可行性研究报告获江苏省发改委批复。8月21日，2号线一期工程初步设计正式获得南通市发改委批复。
2018年10月26日，南通轨道交通2号线一期工程开工。11月6日，成立南通城市轨道交通有限公司工会委员会
2020年1月19日，《南通市轨道交通控制保护区管理暂行办法》获南通市政府批复。4月10日，南通轨道交通1号线一期工程进入轨道施工阶段。6月1日，南通轨道交通标志正式对外发布。8月14日，南通轨道交通1、2号线一期工程沿线站点命名方案最终确定。
2021年3月19日，南通轨道交通1号线一期工程28个车站主体结构完成施工。同月先后于28日和31日分别成立运营分公司和物业公司。
2021年4月30日，南通轨道交通1号线一期工程全线洞通。7月1日，完成“三权”移交。7月28日，全线“轨通”。
2021年8月20日，南通轨道交通2号线一期工程进入铺轨阶段。9月29日，1号线一期工程全线“电通”。10月15日，1号线一期工程开启动车调试。10月29日，1、2号线一期工程实现全线主体结构封顶。
2021年12月2日,《南通市轨道交通条例》获省人大常委会表决通过，将于2022年2月1日起施行。
2022年4月29日，南通轨道交通1号线一期工程顺利通过项目工程验收，5月8日启动不载客试运行，6月24日人工工程通过验收。8月19日，2号线一期工程实现正线短轨通。8月30日，1号线一期工程通过竣工验收，9月1日通过消防验收，9月15日通过初期运营前公共安全评估，11月3日完成“三权”交接。
2023年8月29日，南通市发改委发布核定南通市轨道交通票价的通知。9月19日，《南通市轨道交通票价》新闻发布会召开。根据方案，起步价2元可乘6公里，并规定了部分优惠或免费乘车的人群。
2022年11月10日，南通轨道交通1号线一期工程开通初期运营，南通成为中国大陆第43个、江苏第6个开通地铁的城市。
2022年12月15日，南通轨道交通2号线一期工程首列车亮相。
2022年12月30日，南通轨道交通2号线一期工程全线电通。
2023年6月19日，南通轨道交通2号线一期工程启动不载客试运行。
2023年12月8日至10日，2号线开放免费试乘，1号线同步免费试乘。
2023年12月27日，2号线开通。

## 线路
| 线路名称 | 首段开通日期   | 最近延伸日期 | 起点站/终点站 | 起点站/终点站 | 车站数目 | 运营长度（公里） | 车型编组 | 车辆段/停车场         |
| -------- | -------------- | ------------ | ------------- | ------------- | -------- | ---------------- | -------- | --------------------- |
| 1号线    | 2022年11月10日 | -            | 平潮          | 振兴路        | 28       | 39.18            | 6B       | 平东车辆段 小海停车场 |
| 2号线    | 2023年12月27日 | -            | 幸福          | 先锋          | 17       | 20.85            | 6B       | 幸福车辆段            |

### 1号线
南通城市轨道交通1号线起于通州区的平潮站，经通州区、港闸区、崇川区、开发区，止于振兴路站，线路总长约39.182km，设站28座，平均站间距约1.429km，全线均为地下线。
1号线于2017年12月18日开工根据工期安排，1号线计划于2020年6月完成全线车站主体工程，2021年9月底工程完工，2022年5月8日试运行。2022年11月10日，1号线正式开通运营。

### 2号线
南通地铁2号线一期全长20.85公里，起于幸福站，止于先锋站，经过南通市通州区、崇川区。全部为地下线，共设17座车站。已于2018年10月开工，计划于2023年底开通运营。2023年12月8日至10日，2号线开放免费试乘。2023年12月27日，2号线开通。

## 票务

### 票价
根据《关于核定南通市轨道交通票价的通知》，南通轨道交通的票价政策如下：

#### 票价标准
起步价2元，可乘6公里。超过6公里至16公里，每5公里加收1元（不足5公里按5公里计价），16公里至30公里，每7公里加收1元（不足7公里按7公里计价），30公里至45公里，每15公里加收1元（不足15公里按15公里计价），超过45公里，每20公里加收1元（不足20公里按20公里计价）。

#### 优惠政策
南通轨道交通实行以下票价优惠政策：
1. 现役军人凭、在职消防救援人员、残疾消防救援人员、退休消防救援人员、消防救援院校学员、残疾军人、因公致残警察、残疾人凭本人证件免费乘车。
2. 在江苏省获得国家无偿献血奉献奖、无偿捐献造血干细胞奖和无偿献血志愿服务终身荣誉奖的人员，凭本人《江苏省无偿献血荣誉证》免费乘车。
3. 烈士遗属、因公牺牲军人遗属、病故军人遗属等人员凭相关证件免费乘车。
4. 见义勇为人员凭本人市级及以上有效荣誉证件，通过车站专用通道免费乘车。
5. 持“通通优”卡的优抚对象可免费乘车。
6. 60周岁至64周岁老人刷卡实行5折优惠，65周岁及以上老人刷卡免费乘车。
7. 身高1.3米及以下儿童免费乘车。
8. 南通市区中小学生刷卡实行5折优惠。
9. 成人持第三代社保卡、市民卡实行9.5折优惠。
10. 轨道交通与公交之间换乘首次刷卡计时后60分钟（含）之内，每次换乘刷卡时的基础票价首先优惠1元、然后再实行常规的刷卡优惠。
11. 使用畅行南通乘车码实行9.5折优惠。[17][18]
12. 其他法律、法规及相关政策规定的免费或优惠乘车人员凭本人有效身份证明或其他相关有效证明免费或优惠乘车。
13. 优惠人群购买单程票，均不享受折扣。

另据南通轨道交通公告，南通轨道交通于2023年12月8-10日开展免费试乘活动，可在1号线、2号线任意站点免费进站。

### 车票（交通卡、乘车码）种类

#### 单程票
- 南通轨道交通各地铁站站厅的自动售票机均可自助购票，支持现金、电子支付的方式购票。如遇突发大客流、设备大面积故障，可通过人工售票购买车票[19]。

#### 乘车码
- 全线网支持“南通地铁”APP、畅行南通（APP、微信小程序、支付宝小程序）、支付宝乘车码[20]，使用乘车码检票进出站。

#### 交通卡
- 支持三代社保卡、市民卡、交通联合卡刷卡进站。

## 文化特色

### 轨道交通标志
南通轨道交通的标志（LOGO）于2020年6月1日确定，标志将南通拼音首字母“N”“T”作为列车设计符号的结构载体。该标志以红色作为主色调，并融合了中国印、中国色、海浪以及南通城市名称等符号，列车形似海浪。

### 吉祥物
南通轨道交通的吉祥物是“好好”和“通通”，其中“好好”为女孩名，“通通”为男孩名，寓意南通城市轨道交通让南通好通、畅心畅行。“好好”主体色为红色，“通通”主体色为蓝色。吉祥物以科技机器人为造型，并身着未来感的机甲。

### 列车特色
南通轨道交通1号线列车采用“明亮白”与“热情红”的主色调，车身红色色体现速度感与灵动感，体现南通的“包容汇通、敢为人先”的精神，同时象征南通轨道交通人臻精达诚、行稳致远的使命愿景和精心运营地铁、精益服务城市的责任担当。2号线车辆以“江豚戏水”为主题，并将作为中国国家非物质文化遗产的蓝印花布元素融入设计。

### 车站特色
普贤路站以地理自然文化为背景，并以南通江风、海韵为主要元素，体现南通的城市发展浪潮和沿江沿海航运风貌。